# Zuriel Oduwole

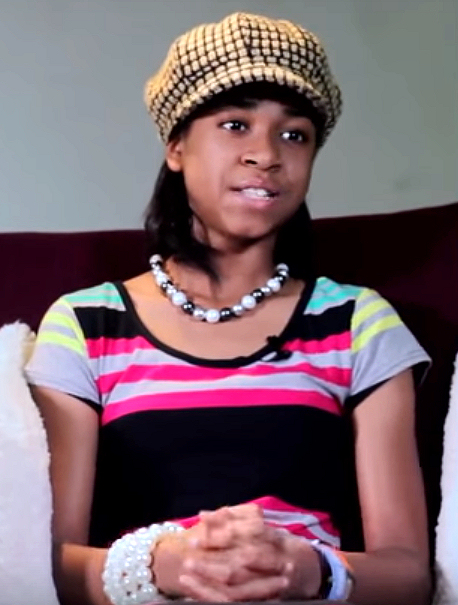
Zuriel Oduwole (2015)

Zuriel Oduwole (geboren 2002 in Los Angeles) ist eine nigerianisch-US-amerikanische Aktivistin und Filmemacherin. Sie wird als die jüngste Filmemacherin der Welt bezeichnet und ist bekannt für ihr Engagement für Mädchenbildung in Afrika.

## Leben und Werk
Zuriel Oduwole wächst mit ihren drei jüngeren Geschwistern in Los Angeles auf.  Ihr Vater stammt aus Nigeria, ihre Mutter aus Mauritius. Ihre Eltern lassen ihr Hausunterricht erteilen.

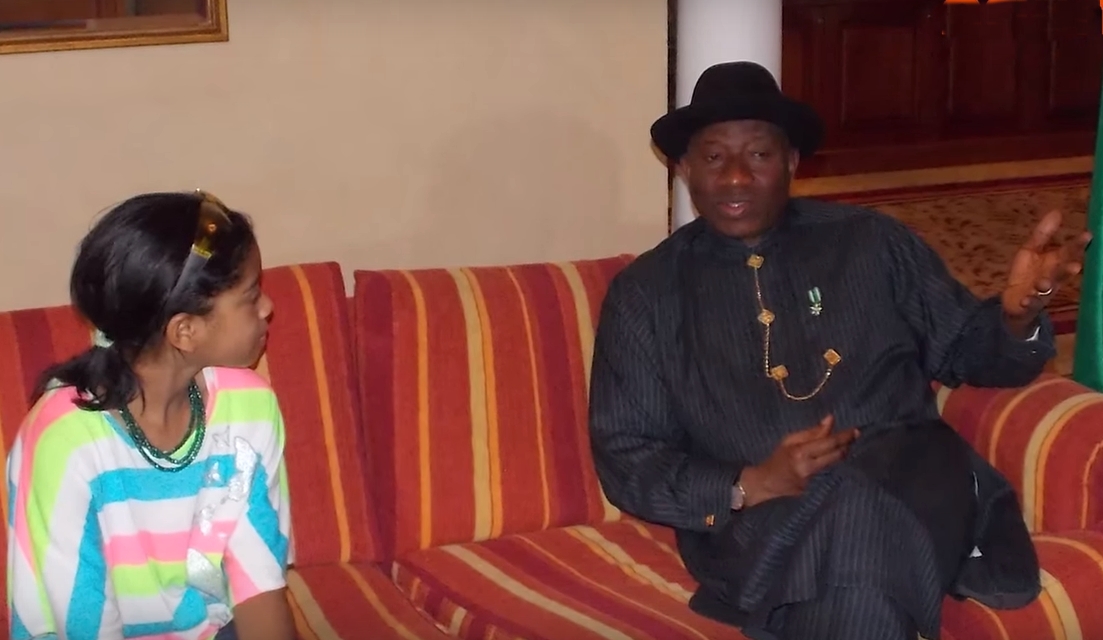
Zuriel Oduwole interviewt den ehemaligen nigerianischen Staatspräsidenten Goodluck Jonathan

Ihre ersten Erfahrungen im Filmemachen sammelte Zuriel Oduwole im Alter von neun Jahren in einem Schulwettbewerb. Da sie einen Film über die Geschichte Ghanas drehen wollte, schrieb sie einen Brief an den ehemaligen ghanaischen Präsidenten Jerry Rawlings und bat ihn, ihr für das Projekt von seinen eigenen Erfahrungen zu berichten. Rawlings lud sie daraufhin nach Ghana ein. Aus ihrem Gespräch entstand Zuriel Oduwoles erster Dokumentarfilm The Ghana Revolution. Seitdem interviewte Oduwole zahlreiche weitere Staatsoberhäupter afrikanischer und karibischer Staaten, Spitzenpolitikerinnen und -politiker aus Afrika, den USA und Europa und andere bekannte Persönlichkeiten wie den Bürgerrechtler Jesse Jackson, den Unternehmer Aliko Dangote, die Sportlerinnen Venus und Serena Williams und die Holocaust-Überlebende Eva Haller.
2014 – Oduwole war nun 12 Jahre alt – wurde ihr Dokumentarfilm A Promising Africa (A Brighter Nigeria) in London uraufgeführt. Es ist der erste Teil einer fünfteiligen Serie über die Länder Nigeria, Ghana, Südafrika, Tansania und Mauritius. Der Film wurde außerdem in Nigeria, Ghana, Südafrika und Japan gezeigt. Oduwole ist damit die jüngste Person, die einen selbstproduzierten Film kommerziell veröffentlicht hat.
Oduwoles erklärtes Ziel ist es, mit ihren Dokumentationen ein positives Bild von Afrika zu vermitteln.

## Politisches Engagement

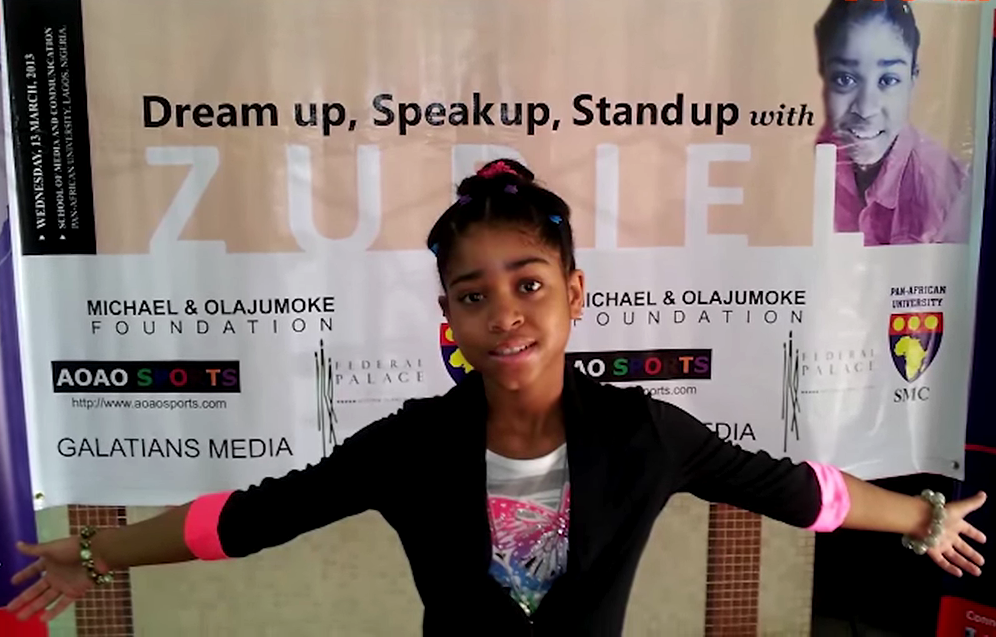
Zuriel Oduwole präsentiert die Kampagne Dream Up, Speak Up, Stand Up

Zuriel Oduwole begründete im März 2013 in Lagos die Kampagne Dream Up, Speak Up, Stand Up, mit der sie sich für bessere Bildungschancen afrikanischer Mädchen einsetzt. Die Organisation fördert Schulprojekte in Nigeria, Südafrika, Ghana, Äthiopien, Maritius, Tansania und Malawi. Zur Fußball-Weltmeisterschaft 2014 weitete sie die Kampagne auf Brasilien und die USA aus.
Im April 2014 hielt Oduwole ihre erste politische Rede auf dem First Lady's Colloquy on Education, zu dem First Ladies afrikanischer Staaten und Bundesstaaten eingeladen sind, um über Mädchenbildung in Afrika zu beraten.
Zuriel Oduwoles Schwestern Azaliah und Arielle beteiligen sich an einigen ihrer öffentlichen Auftritte und Filmprojekte.
Oduwole beschäftigt sich auch mit dem Zusammenhang zwischen Bildung und Klimawandel und engagiert sich für den Klimaschutz. 2017 war sie zur UN-Klimakonferenz in Bonn eingeladen, um einen Vortrag zu halten und eine Diskussion für die Klimarahmenkonvention der Vereinten Nationen zu moderieren. Mit 15 Jahren war sie die jüngste Person, die je offiziell zu einer UN-Klimakonferenz eingeladen war.

## Medienecho
2013 nahm die Zeitschrift New African Zuriel Oduwole in ihre Liste der „100 einflussreichsten Personen in Afrika“ auf. Sie war die jüngste Person, die jemals einen Platz in der Liste erhalten hatte. Im selben Jahr wurde sie – ebenfalls als jüngste Person in der Geschichte der Zeitschrift – im Forbes Magazine porträtiert. 2014 bezeichnete die Zeitschrift Business Insider Oduwole als mächtigste 11-Jährige in ihrer Liste „World’s Most Powerful Person at Every Age“. 2015 nannte die Zeitschrift Elle sie eine der „33 Frauen, die die Welt verändert haben“. Die Zeitschrift New African Woman verlieh Oduwole den Nachwuchspreis des „New African Woman Award“ („New African Woman On The Rise“).

## Filmografie
- The Ghana Revolution (2012)
- The 1963 OAU Formation (2013)
- Educating and Healing Africa Out of Poverty (2013)
- Technology in Educational Development (2014)
- A Promising Africa (A Brighter Nigeria) (2014)